# ブランドン・ジェニングス
ブランドン・バイロン・ジェニングス（Brandon Byron Jennings, 1989年9月23日 - ）はアメリカ合衆国カリフォルニア州ロサンゼルス出身の元バスケットボール選手。ポジションはポイントガード。185cm、77kg。着用シューズブランドはアンダーアーマーで、初めてアンダーアーマーと契約したNBA選手でもある。

## 来歴
高校時代からその名を全米中に轟かせ、同年代のポイントガードではNo.1との評価を得ていた。
高校卒業後、大学には進学せずイタリアに渡り、セリエAの名門ローマと1年間のプロ契約を結んだ。NBAドラフトで高順位での指名が有力なアメリカ人の高校生がアメリカ国内の大学に進学せずヨーロッパに渡ったのは非常に珍しく、ジェニングスが初めてのケースとして注目を浴びた。
2008-2009シーズンのユーロリーグにも出場。
2009年のNBAドラフトにて1巡目全体10位で指名され、ミルウォーキー・バックスに入団。10月30日に行われたフィラデルフィア・セブンティシクサーズとのデビュー戦では17得点、9リバウンド、9アシストの成績をあげトリプルダブル達成に後一歩であった。11月14日のゴールデンステート・ウォリアーズ戦では第3Qだけで29得点、合計55得点をあげて1970年にルー・アルシンダー (改宗後名：カリーム・アブドゥル＝ジャバー) が作った新人の1試合得点チーム記録を更新した。。またこれはNBA全体でもアール・モンローが1968年に作った記録以来となる高得点であり、55得点をあげた最も若い選手、21歳未満の選手としてはレブロン・ジェームズが2005年にあげた56得点に次ぐ歴代2位、チームの1試合得点記録でもマイケル・レッドが2006年にあげた57得点に次ぐ歴代2位であった。
2013年7月31日、デトロイト・ピストンズに移籍。2015年1月18日のトロント・ラプターズ戦で左足を負傷。その後アキレス腱を断裂していたことが判明し、手術のためにシーズン残り試合を全休。手術とリハビリを経て2015年12月29日のニューヨーク・ニックス戦で復帰した。
2016年2月16日、トバイアス・ハリスとのトレードでオーランド・マジックに移籍。ミルウォーキー・バックス時代に手解きを受けたスコット・スカイルズの下で残りシーズンを過ごした。
2016年7月4日、ニューヨーク・ニックスと契約したが、2017年2月27日に解雇。3月1日にワシントン・ウィザーズとシーズン終了までの契約を結んだ。
2017年7月28日、CBAの山西汾酒猛龍籃球倶楽部と契約した。
2018年3月11日、古巣ミルウォーキー・バックスと10日間契約を結んだ。2018年4月1日、バックスと正式契約を結んだ。

## プレイスタイル
NBAでも屈指のクイックネスとハンドリング、パスを持ち、3ポイントシュートも高い確率で沈める。
攻撃力があり、見るものを魅了するスタイルではあるが、やや乱発癖があり、ターンオーバーも多い。
フィールドゴール成功率も低く40%に満たないこともある。

## 個人成績

### セリエA
| シーズン | チーム | GP | GS | MPG    | FG%   | 3P%   | FT%   | RPG | APG | SPG | BPG | TO  | PPG |
| -------- | ------ | -- | -- | ------ | ----- | ----- | ----- | --- | --- | --- | --- | --- | --- |
| 2008–09  | ローマ | 27 | 11 | 17.0分 | 47.9% | 20.7% | 64.5% | 1.6 | 2.3 | 2.1 | 0   | 1.5 | 5.5 |

### ユーロリーグ
| シーズン | チーム | GP | GS | MPG    | FG%   | 3P%   | FT%   | RPG | APG | SPG | BPG | TO  | PPG |
| -------- | ------ | -- | -- | ------ | ----- | ----- | ----- | --- | --- | --- | --- | --- | --- |
| 2008–09  | ローマ | 16 | 7  | 19.3分 | 45.7% | 26.8% | 77.4% | 1.6 | 1.6 | 1.2 | 0.3 | 1.2 | 7.6 |

### NBA

#### レギュラーシーズン
| シーズン | チーム     | GP  | GS  | MPG  | FG%  | 3P%  | FT%  | RPG | APG | SPG | BPG | PPG  |
| -------- | ---------- | --- | --- | ---- | ---- | ---- | ---- | --- | --- | --- | --- | ---- |
| 2009–10  | バックス   | 82  | 82  | 32.6 | .371 | .374 | .817 | 3.4 | 5.7 | 1.3 | .2  | 15.5 |
| 2010–11  | バックス   | 63  | 61  | 34.4 | .390 | .323 | .809 | 3.7 | 4.8 | 1.5 | .3  | 16.2 |
| 2011–12  | バックス   | 66  | 66  | 35.3 | .418 | .332 | .808 | 3.4 | 5.5 | 1.6 | .3  | 19.1 |
| 2012–13  | バックス   | 80  | 80  | 36.2 | .399 | .375 | .819 | 3.1 | 6.5 | 1.6 | .1  | 17.5 |
| 2013–14  | ピストンズ | 80  | 79  | 34.1 | .373 | .337 | .751 | 3.1 | 7.6 | 1.3 | .1  | 15.5 |
| 2014–15  | ピストンズ | 41  | 41  | 28.6 | .401 | .360 | .839 | 2.5 | 6.6 | 1.1 | .1  | 15.4 |
| Career   |            | 412 | 409 | 33.9 | .391 | .351 | .802 | 3.2 | 6.2 | 1.4 | .2  | 16.6 |

#### プレーオフ
| シーズン | チーム   | GP | GS | MPG  | FG%  | 3P%  | FT%  | RPG | APG | SPG | BPG | PPG  |
| -------- | -------- | -- | -- | ---- | ---- | ---- | ---- | --- | --- | --- | --- | ---- |
| 2010     | バックス | 7  | 7  | 35.6 | .408 | .293 | .808 | 3.0 | 3.6 | 1.1 | .6  | 18.7 |
| 2013     | バックス | 4  | 4  | 33.3 | .298 | .214 | .722 | 2.3 | 4.0 | 2.3 | .3  | 13.3 |
| Career   |          | 11 | 11 | 34.7 | .373 | .261 | .773 | 2.7 | 3.7 | 1.5 | .5  | 16.7 |